# Vahtisaari (ö i Södra Savolax, Nyslott, lat 61,92, long 28,77)
Vahtisaari är en ö i Finland. Den ligger i sjön Haukivesi och i kommunen Nyslott i  landskapet Södra Savolax, i den sydöstra delen av landet, 280 km nordost om huvudstaden Helsingfors. Öns area är 1 hektar och dess största längd är 240 meter i öst-västlig riktning.